# Mr.Children STADIUM TOUR 2011 SENSE -in the field-
『Mr.Children STADIUM TOUR 2011 SENSE -in the field-』（ミスター・チルドレン・スタジアム・ツアー にせんじゅういち センス イン・ザ・フィールド）は、日本のバンド・Mr.Childrenの17作目の映像作品。2012年4月18日にトイズファクトリーよりBlu-ray DiscとDVDで発売された。

## リリース・音楽性
Blu-ray DiscとDVDの2形態で発売。DVDは2枚組。三方背ボックス仕様となっており、80ページのブックレットが封入されている。34thシングル『祈り 〜涙の軌道/End of the day/pieces』と同時発売。
16thアルバム『SENSE』を引っ提げ開催されたスタジアムツアー『Mr.Children STADIUM TOUR 2011 SENSE -in the field-』のうち、2011年9月19日に行なわれた大阪・長居陸上競技場公演のライブの模様を収録している。監督は丹下紘希が務めた。
Mr.Childrenの映像作品としては、『Mr.Children TOUR 2011 "SENSE"』以来約5か月ぶりとなるリリース。
本作のアートディレクターは丹下が担当。
発売に合わせ、本作に収録されている「Prelude」「innocent world」「365日」「擬態」の映像が公式サイトで期間限定で視聴出来た。また、2013年にMr.Childrenの公式YouTubeチャンネルが開設されたことに伴い、「未来」の映像がアップロードされた。

## チャート成績
初週でDVD約5.4万枚、Blu-ray Disc約4.1万枚を売り上げ、2012年4月30日付のオリコン週間DVDランキングおよび週間Blu-rayランキングでともに初登場1位を獲得。Mr.Childrenとしては『Mr.Children "HOME" TOUR 2007 -in the field-』より6作連続、通算8作目の週間DVDランキング1位、前作『Mr.Children TOUR 2011 "SENSE"』より2作連続となる週間Blu-rayランキング1位となった。また、同時発売の34thシングル『祈り 〜涙の軌道/End of the day/pieces』も同日付のオリコン週間シングルランキングで首位を獲得したため、オリコン史上初の3部門同時制覇を達成した。

## 出演
- Mr.Children
  - 桜井和寿：Vocal & Guitar
  - 田原健一：Guitar
  - 中川敬輔：Bass
  - 鈴木英哉：Drums
- 小林武史：Keyboards

## 収録内容
1. OPENING
2. かぞえうた
  - キーを半音下げて演奏された。ワンコーラスのみの演奏。
3. Prelude
4. HOWL
  - イントロでMCが行なわれた。
5. 未来
6. I'm talking about Lovin'
7. innocent world
8. <MC>
9. Replay
  - ライブでは『SECRET LIVE '97』以来約14年ぶりの演奏。映像化されるのは本作が初となった。
10. 君が好き
11. <MC>
  - メンバー紹介と、「元気のリレー」と題したビデオレター[9]の撮影が行なわれた。
12. Mirror
13. 蒼
14. I
15. CENTER OF UNIVERSE
16. <SE>
17. 365日
  - DVDではここまでがDisc 1となっている。
18. ハル
19. ロックンロールは生きている
20. ニシエヒガシエ
21. Everything is made from a dream
22. 風と星とメビウスの輪
23. HERO
24. 擬態
25. エソラ
26. ENCORE
27. fanfare
  - キーを半音下げて演奏された。
28. 星になれたら
29. Tomorrow never knows
30. かぞえうた
31. 終わりなき旅
  - 曲の前にMCが行なわれた。
32. END ROLL
  - BGMは「擬態」。
  - エンドクレジットの後に宮城・国営みちのく杜の湖畔公園風の草原公演でのMCおよび各会場で撮影されたビデオレターの映像が流れる。
  - その後、2011年3月14日に桜井和寿が発表したコメント[10]とエンドクレジットが流れる。BGMは「かぞえうた」。